# アショーカ王碑文
アショーカ王碑文（アショーカおうひぶん、プラークリット: dhaṃma-lipī）とは、紀元前3世紀にアショーカが石柱や摩崖（岩）などに刻ませた詔勅である。アショーカの法勅（ほうちょく）とも呼ぶ。現在のインド・ネパール・パキスタン・アフガニスタンに残る。
インダス文字を別にすれば、アショーカの法勅はインドに現存する文字資料のうちほぼ最古のものであり、言語学的・歴史的・宗教的な価値がきわめて大きい。

## 概要
マウリヤ朝の3代目ラージャであったアショーカはカリンガ戦争で多くの犠牲を出したことを反省し、仏法のためにつとめるようになった。自分の子孫が同じあやまちをおかさないようにするために、法勅を領内各地の岩や石柱に刻んだ。
アショーカ自らが仏法を重んじ、動物の犠牲を減らすこと、薬草を備えたり木を植えるなどのつとめに励むことなどを記している。一般に対して要求する法としては、父母の言うことを聞き、師やバラモン・沙門を敬い、真実を語り、生き物を大切にするなど、ごく一般的な教えを述べている。また他の宗教を非難することを戒めている。
碑文の置かれている場所は古代の通商路や巡礼地に一致するという。

## 現存する碑文

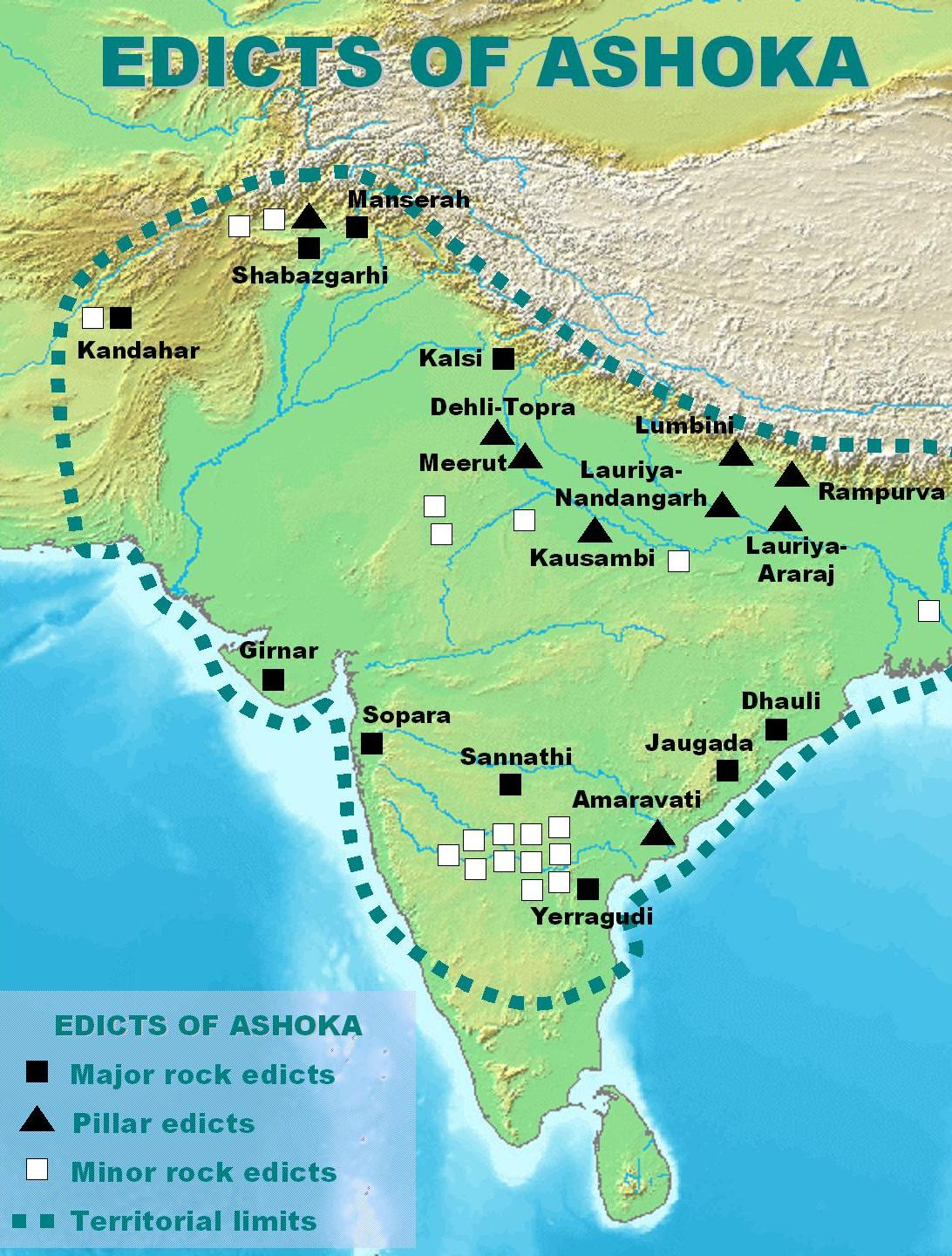
碑文の分布

法勅には大別して石柱に刻まれているものと岩に刻まれている摩崖碑文がある。

### 摩崖
摩崖碑文は現地で刻まれたもので、全14条からなる大法勅と、1条または2条からなる小法勅があり、両者は内容が異なる。小法勅のほうが先に作られた。
多くはブラーフミー文字で書かれており、言語は東部プラークリット（古マガダ語）であるが、西部・北西部のものは言語が異なっている。
- 西部のグジャラート州ギルナールとマハーラーシュトラ州ソーパーラー出土の碑文は東部プラークリットとは異なる種類のプラークリットで記されている。
- パキスタンのカイバル・パクトゥンクワ州にあるシャーバーズ・ガリーとマーンセヘラーの法勅はガンダーラ語で、カローシュティー文字で書かれている。
- アフガニスタンのカンダハルでは、法勅がギリシア語とアラム語の二言語で記されている。

大法勅は10地点に残る。その第13条は特に長文で、カリンガ征服時に多数の死者を出したことを悔いる文章として名高い。当時のシリア・エジプト・マケドニアなどの王名が記されており、そこから書かれた年代を知ることができる。
カリンガのあったオリッサ州の2箇所に置かれた碑文には11条から13条までがなく、かわりに別の2条が加えられている。
小法勅は17か所に残っており、広い地域に分布する。とくにカルナータカ州に多く残る。バイラートで発見された摩崖碑文（ベンガル・アジア協会蔵）は他の小法勅と文が異なり僧団に直接あてたもので、自分が三宝に深く帰依していることを述べ、仏陀が語った7つの教え(dhamma-paliyāyani)の名前をあげている。

### 洞窟
ビハール州バラーバルの3つの洞窟には、アショーカが即位12年めにアージーヴィカ教のためにこの洞窟を寄進したことを記した文が刻まれている。

### 石柱
石柱は摩崖よりも時代が新しい。バラナシ近郊にあるチュナールの採石場で造られ、北インド各地に運ばれた。柱の高さは12-15mていど、重さ約50トンの砂岩でできている。柱の上に元は獅子・象・瘤牛・馬などの動物からなる柱頭が置かれていたが、現存するものは少ない。サールナートの石柱をかつて飾っていた四頭の獅子からなる柱頭をもとにインドの国章がデザインされた。
文章はすべて東部プラークリットで、ブラーフミー文字で書かれている。
石柱の碑文のうち、6か条または7か条からなるものは即位後26年（第7条は27年）の紀年がある。7つが現存しているが、多くは本来置かれていた場所から移動している。アラーハーバード（もとはコーサム（カウシャーンビー）に置かれていたという）の石柱には、上記の6か条とは別に、アショーカの第二王妃であるカルヴァーキーの寄進を示す文と(queen's edict)、仏教集団（僧伽）の分裂を禁じる文(schism edict)がある。
サーンチーとサールナートにある石柱も仏教集団の分裂を禁じることが記されている。
ネパールのルンビニー（ルンミンデーイー）とその近くのニガーリーサーガルの石柱は即位後20年の紀年があり、アショーカ自身が仏陀生誕の地であるここに巡礼したことを記したもので、他の碑文とは性格が異なっている。

## 碑文の解読
碑文がいつごろまで読めたかはよくわからない。法顕や玄奘は石柱の大きさやその柱頭の動物・アショーカが造ったこと・刻文があることについても記していて、とくに玄奘は刻文を読んだようである。
14世紀、トゥグルク朝のフィールーズ・シャー・トゥグルクは、メーラト（ウッタル・プラデーシュ州）とトープラー（ハリヤーナー州）の石柱をデリーに運ばせて学者に解読させようとしたが、誰も読めなかった。
1830年代にジェームズ・プリンセプによって、ストゥーパの碑文や貨幣を基にブラーフミー文字とカローシュティー文字が共に解読され、プリンセプはブラーフミー文字のアショーカ碑文から自身の解読を確認した（カローシュティー文字のアショーカ碑文は、プリンセプの死後に発見された）。

## 碑文の日本語訳
- 姉崎正治『印度宗教史考』(1898年)の中に見えるものをはじめとして、明治時代以来さまざまな日本語訳[10]がある。

- 伊藤義教『ゾロアスター研究』（岩波書店、1979年）所収の「阿育王のアラム語碑文とそのイラン学的価値について」に、タキシラ碑文、第一カンダハール碑文、第一ラグマーン碑文、第二ラグマーン碑文の日本語訳と解説が掲載されている。

## ギャラリー

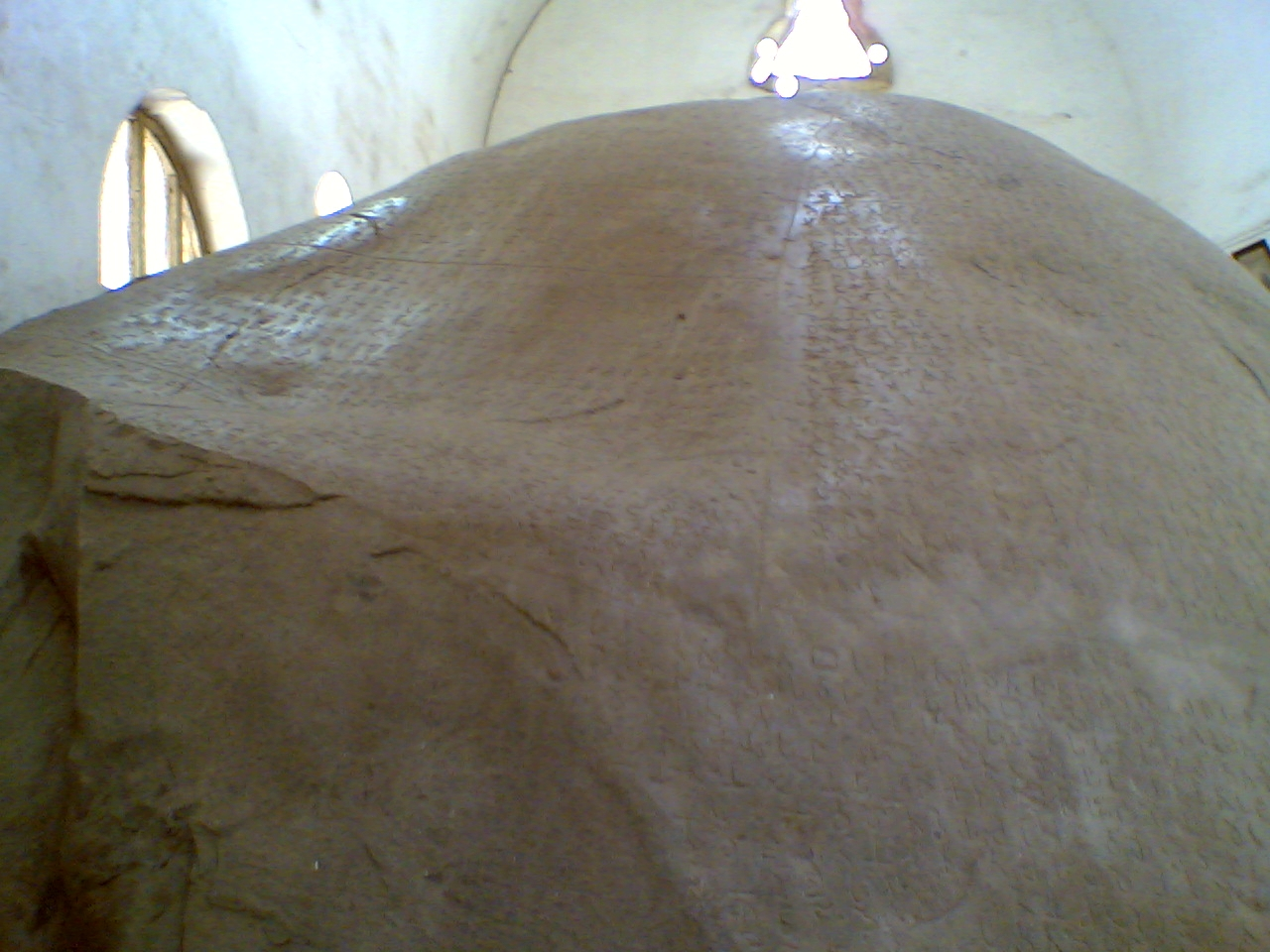
ギルナールの摩崖
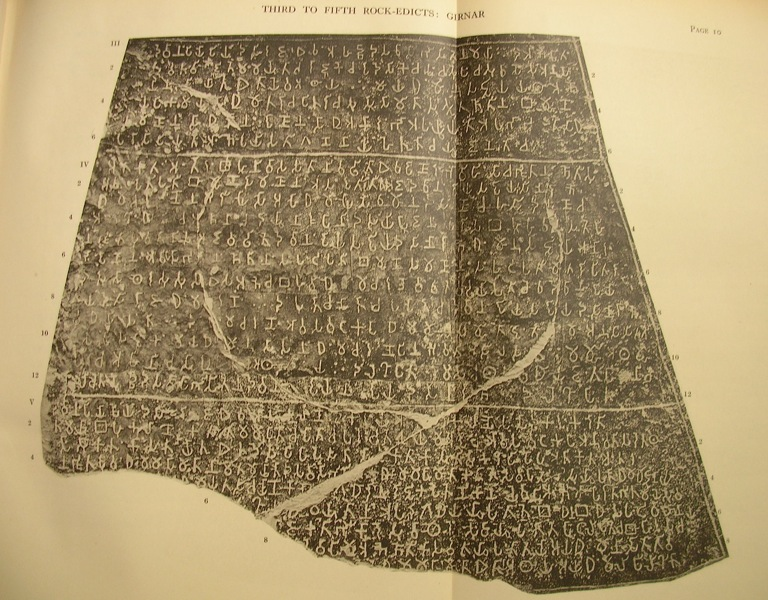
ギルナールの碑文
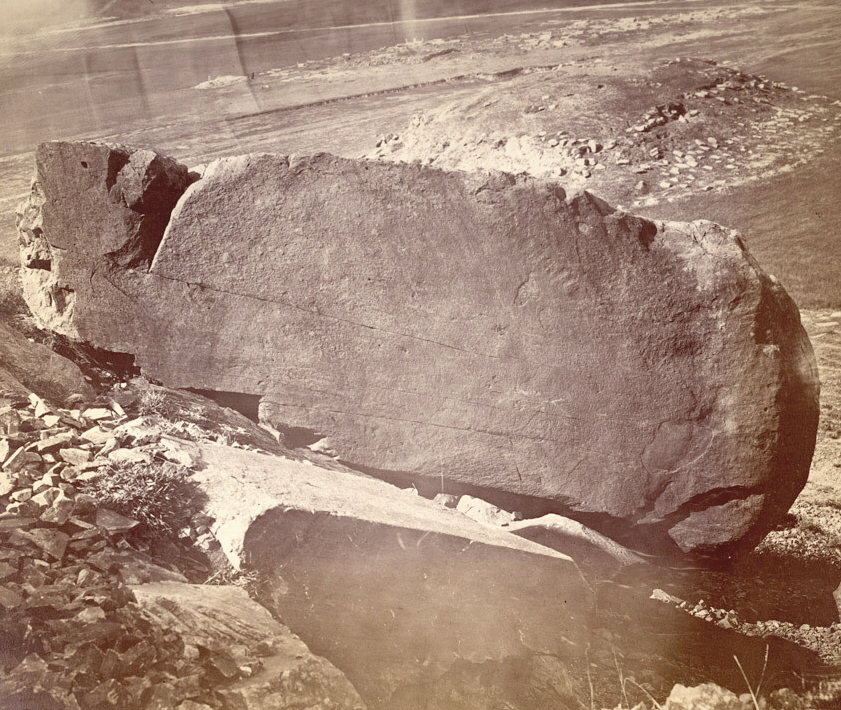
シャーバーズガリーの摩崖
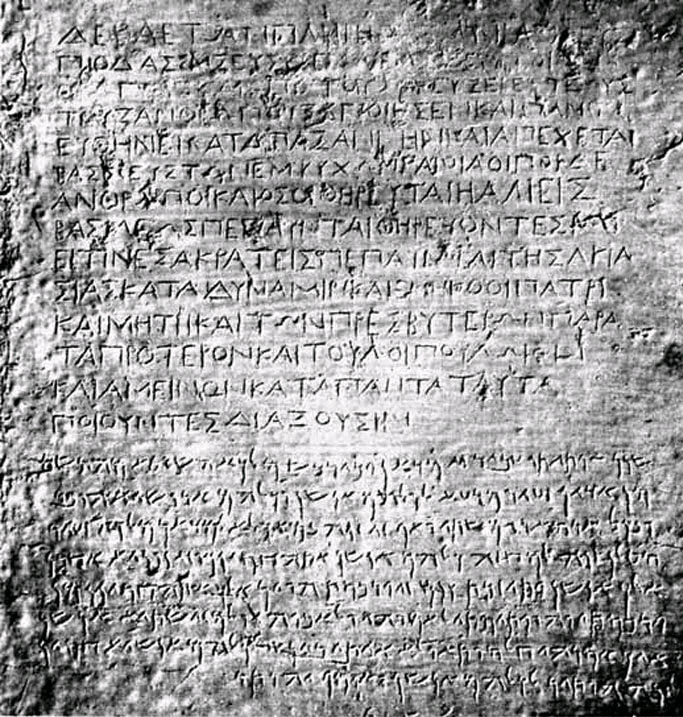
カンダハルの碑文（ギリシア語・アラム語）
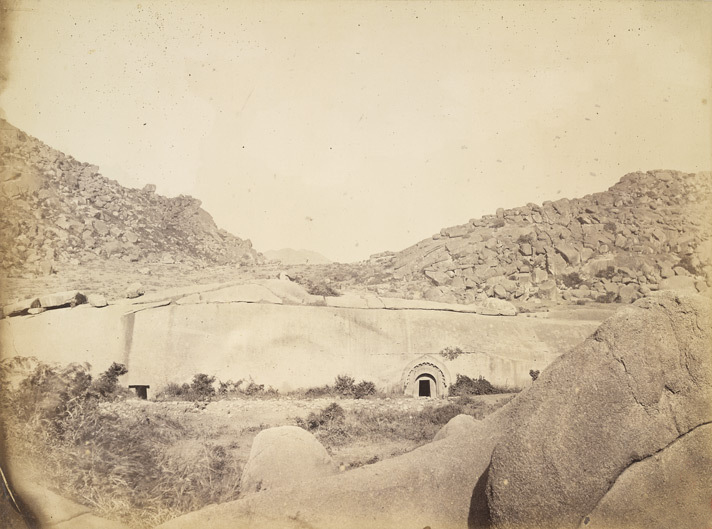
バラーバルの洞窟
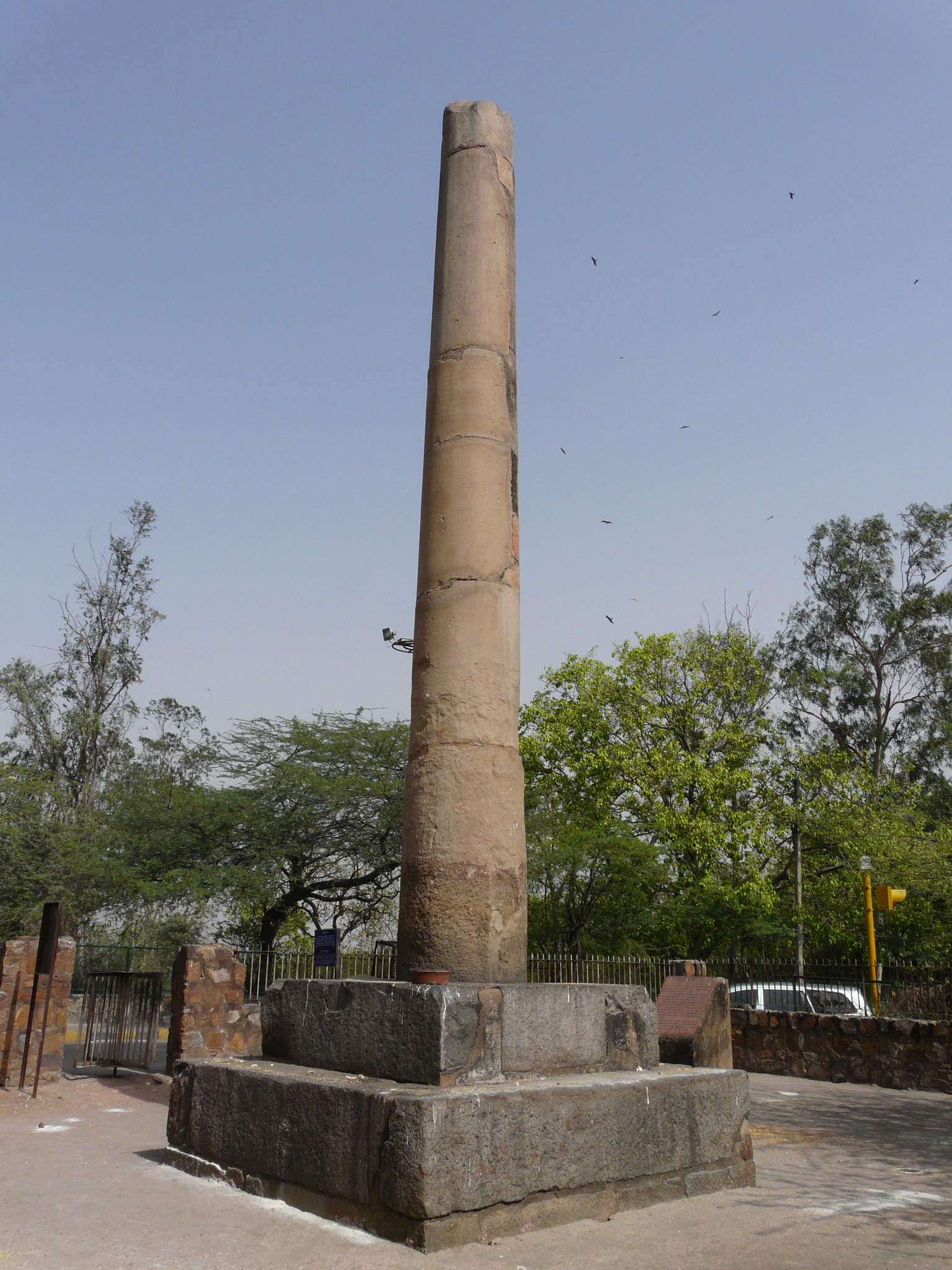
デリー・メーラトの石柱
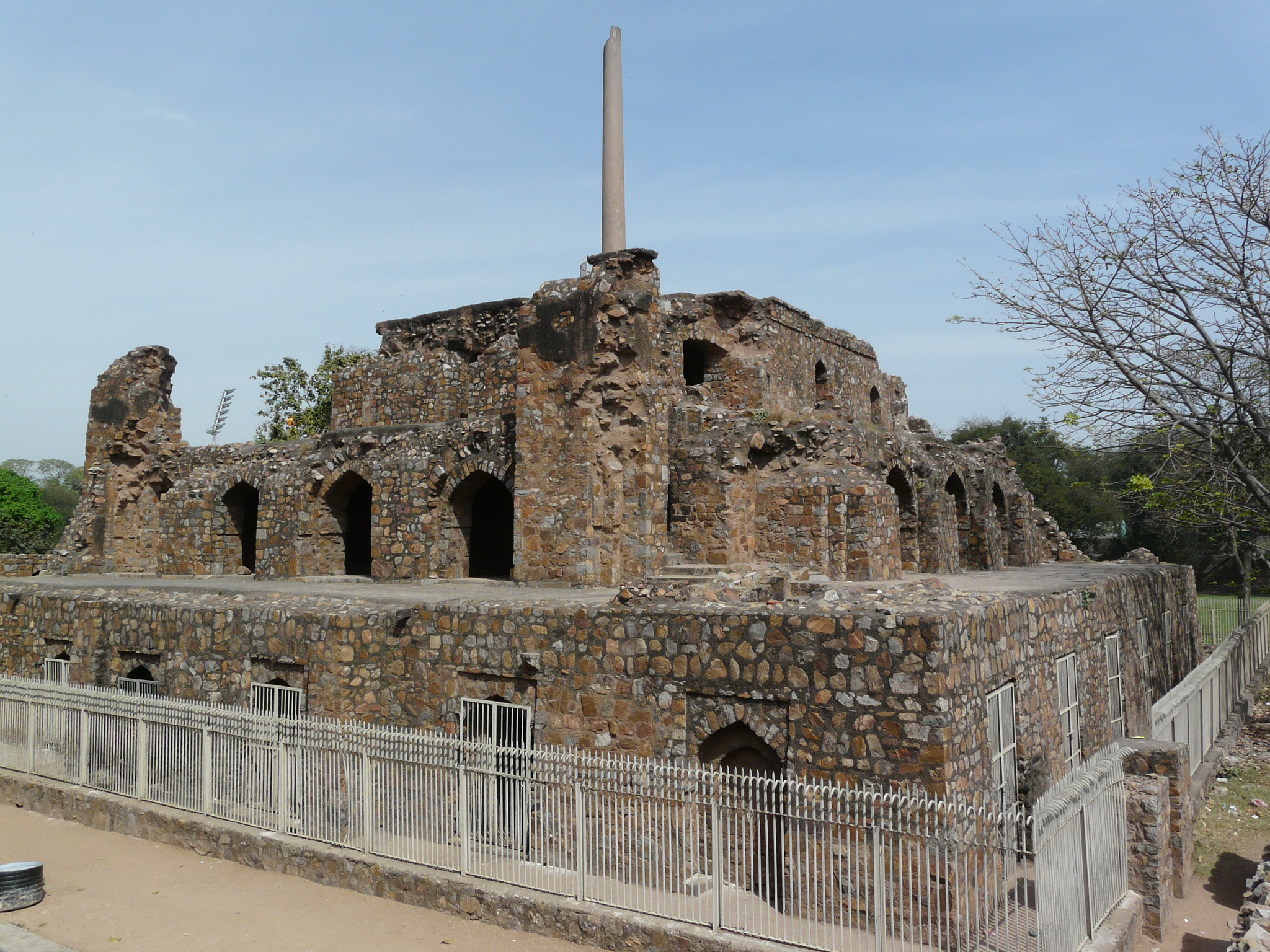
デリー・トープラーの石柱
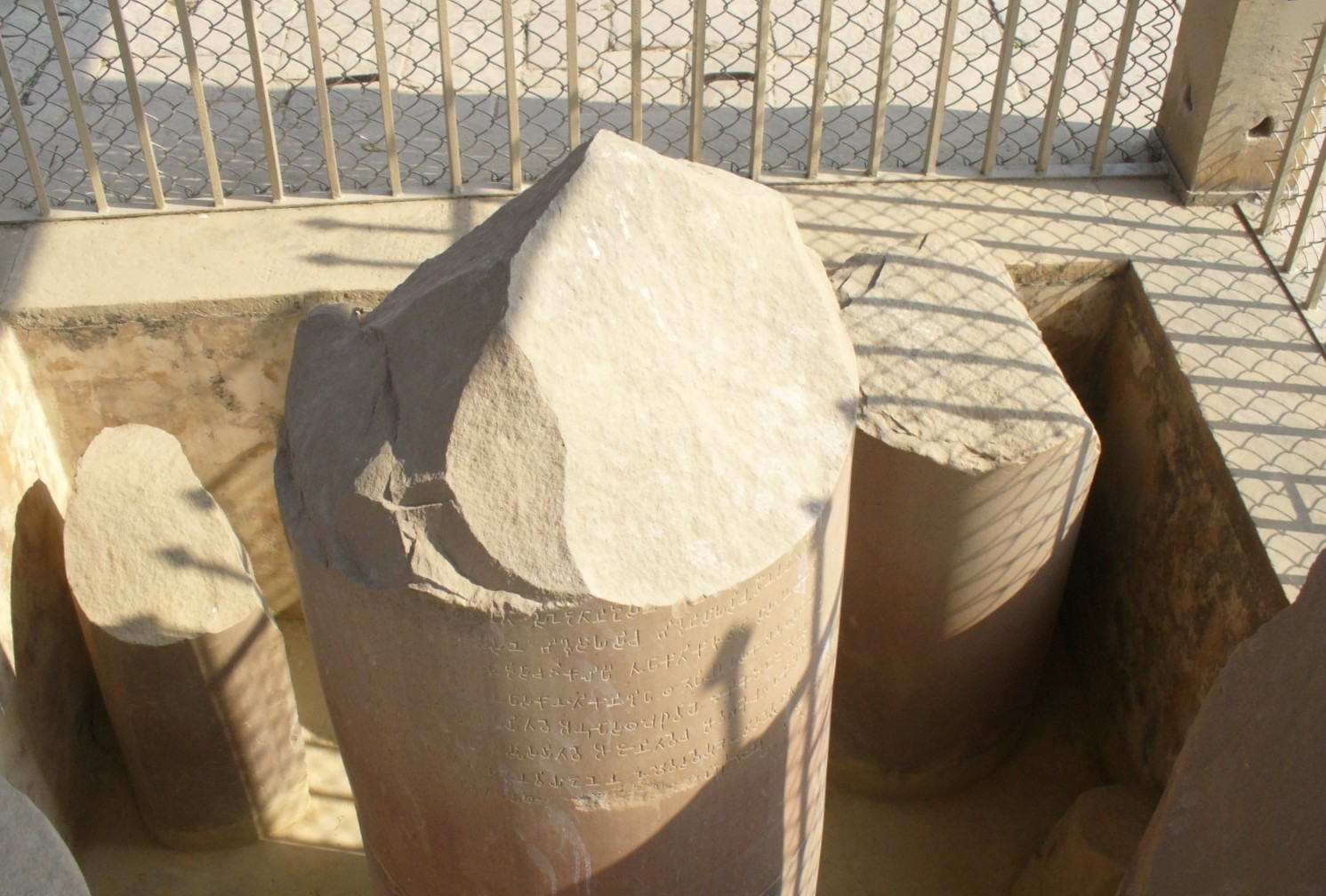
サールナートの石柱
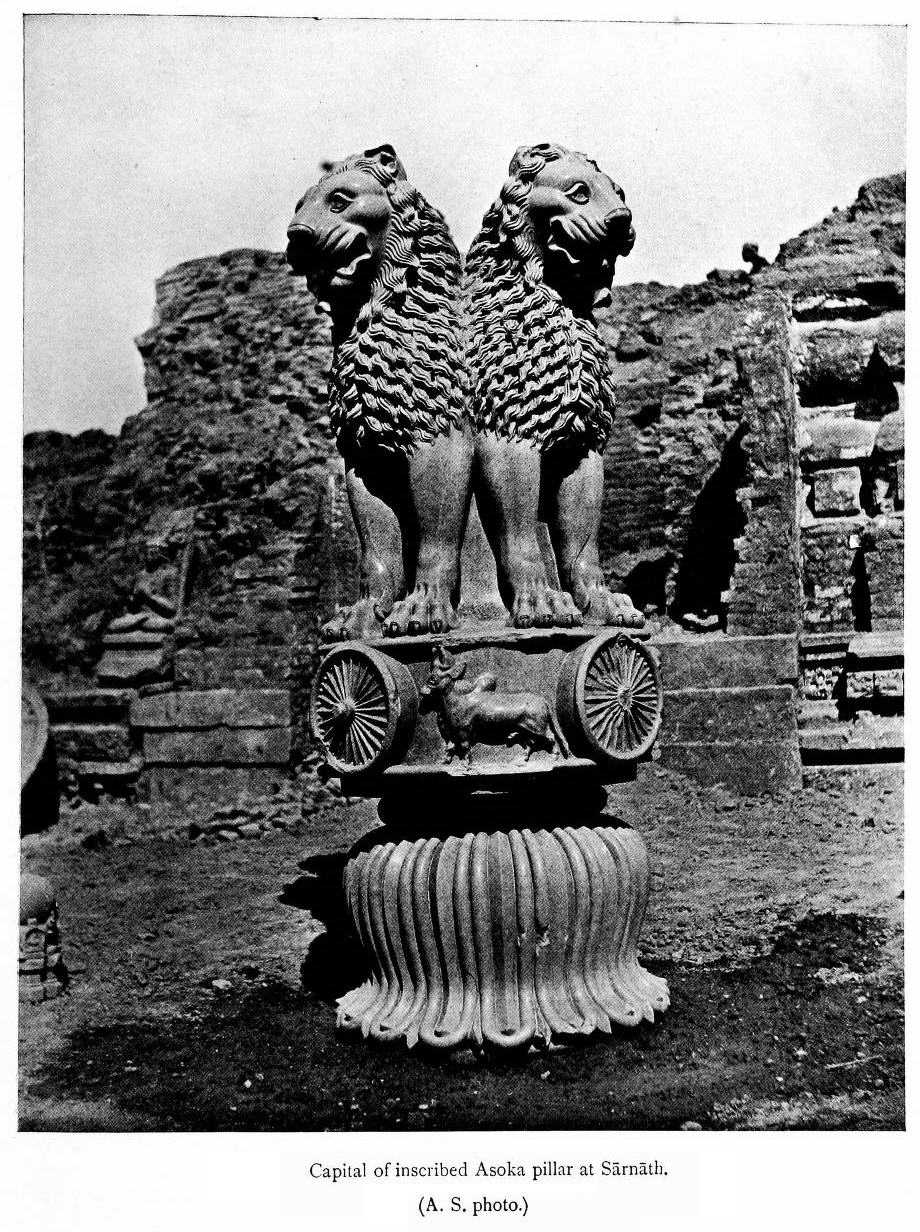
サールナートの柱頭
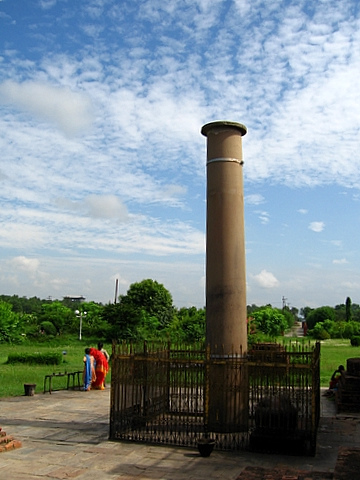
ルンビニーの石柱
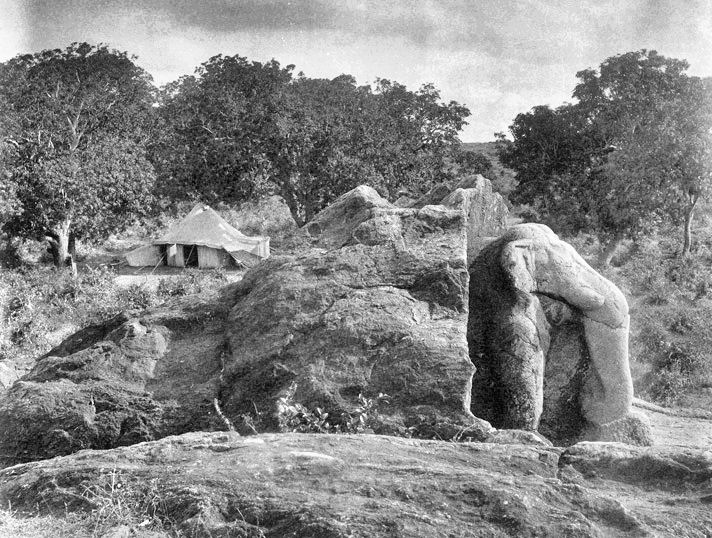
ドゥリの岩